# دون دونستان
كان دونالد ألان دونستان (بالإنجليزية: Donald Allan Dunstan)‏ (21 سبتمبر 1926 - 6 فبراير 1999)، المعروف عادة باسم دون دونستان (بالإنجليزية: Don Dunstan)‏، سياسيا من ولاية جنوب أستراليا. التحق بالسياسة كنائب في مجلس النواب في ولاية جنوب أستراليا عن دائرة نوروود في عام 1953 في سن 26، وأصبح رئيسا لفرع أستراليا الجنوبية لحزب العمال الأسترالي في عام 1967، وكان رئيس وزراء جنوب أستراليا بين يونيو 1967 وأبريل 1968، ومرة أخرى بين يونيو 1970 وفبراير 1979 .
في أواخر الخمسينيات، أصبح دونستان معروفًا بحملته ضد عقوبة الإعدام المفروضة على ماكس ستيوارت، الذي أدين باغتصاب فتاة صغيرة وقتلها. لقد استعان برئيس وزراء جنوب أستراليا توماس بلايفورد الرابع بشدة، مما أثار ضجة حول ما اعتبره عملية غير عادلة. تراجع بلايفورد في نهاية المطاف، وظهر ضعيفا بعد ذلك؛ كان ينظر إلى هذا الحدث كنقطة تحول في تراجع التحالف الليبرالي الريفي، واكتسب حزب العمال زخماً. خلال فترة حزب العمال في المعارضة، كان دونستان بارزا في تأمين بعض الإصلاحات في حقوق السكان الأصليين، وكان في طليعة حزب العمال الذي تخلى عن سياسة أستراليا البيضاء. أجرى حزب العمال حملة واسعة على مقاعد التحالف الليبرالي الريفي الهامشية في انتخابات عام 1965، مما أسفر عن فووه ب21 مقعدًا من أصل 39 مقعدًا، حيث تولى فرانك والش عن حزب العمال السلطة وأصبح دونستان المدعي العام. غيّرت المعارضة عن التحالف الليبرالي الريفي الزعماء وقامت بانتخاب ريمون ستيل هول كزعيم لها، مما أثار قلق حزب العمال عندما بدا والش المسن متعثرًا. نتج عن هذا استبدال والش بدونستان. على الرغم من الحفاظ على تصويت أكبر بكثير من التحالف الليبرالي الريفي، فقد حزب العمال مقعدين في انتخابات 1968، مع تشكيل التحالف الليبرالي الريفي للحكومة بدعم من نائب مستقل. رد دانستان بزيادة هجماته على البلايمندرية وهي نوع مم التحيل في التصويت الانتخابي وكان قادرًا على تحمل هجمات البلايمندرية بشكل مقنع مع تأثير إقناع التحالف الليبرالي الريفي بالتخفيف من سوء التصرف. مرة أخرى مع تغيير طفيف في تصويت حزب العمال ولكن مع إزالة بلايمندر، فاز حزب العمل ب27 من 47 مقعدًا في انتخابات 1970. مع وجود مقعد أكثر عدالة ونظام حدود، فاز دونستان بثلاث انتخابات أخرى في الأعوام 1973 و 1975 و 1977.
كإصلاحي، جلب دونستان تغييرا عميقا لمجتمع جنوب أستراليا. قامت إدارته التقدمية الاجتماعية بالاعتراف بحقوق الأرض للسكان الأصليين، إلغاء تجريم المثلية الجنسية، تعيين روما ميتشيل كأول قاضية، تعيين أول حاكم غير بريطاني، مارك أوليفانت، وفي وقت لاحق، أول حاكم من السكان الأصليين دوغلاس نيكولز. وسن قوانين حماية المستهلك، وإصلاح وتوسيع التعليم العام والنظم الصحية، وإلغاء عقوبة الإعدام، وتخفيف قوانين الرقابة والشرب وتشكيل وزارة للبيئة، وسن قانون مكافحة التمييز، وتنفيذ إصلاحات انتخابية مثل إصلاح شامل للمجلس التشريعي لبرلمان جنوب أستراليا، خفض سن الاقتراع إلى 18 سنة، سن الاقتراع العام، وإلغاء التعيين الخاطئ تماما، جعلت التغيرات التي قدمها البرلمان أقل عدائية تجاهه وسمح له ذلك بسن إصلاحاته. أسس راندل مول، واتخذ تدابير لحماية مباني التراث التاريخي، وشجع ازدهار الفنون، بدعم من مركز مهرجان أديلايد، شركة مسرح الولاية، وقام بإنشاء مؤسسة جنوب أستراليا السينمائية. وشجع التبادلات الثقافية مع آسيا، التعددية الثقافية وزيادة في الوعي بفن الطبخ في الولاية. وهو معروف بالدور الذي لعبه في تنشيط الحياة الاجتماعية والفنية والثقافية لجنوب أستراليا خلال سنواته التسعة التي قضاها في منصبه، والتي تسمى بعقد دونستان. ومع ذلك، كانت هناك أيضا مشاكل. بدأ الاقتصاد في الركود، وأدت الزيادات الكبيرة في الخدمة العامة المتنامية إلى ظهور مطالبات بالهدر. أحد مشاريع دونستان، وهي خطة تم التخلي عنها لبناء مدينة جديدة في مونارتو للتخفيف من الضغوط الحضرية في أديلايد، عندما توقف النمو الاقتصادي والسكاني، مع الكثير من المال والتخطيط الذي تم استثماره بالفعل. بعد أربعة انتصارات متتالية في الانتخابات، بدأت إدارة دونستان في التعثر في عام 1978 بعد إقالته لمفوض الشرطة هارولد سالزبوري، حيث اندلع الجدل حول ما إذا كان قد تدخل بشكل غير صحيح في تحقيق قضائي. بالإضافة إلى ذلك، بدأت مشاكل السياسة والبطالة في الازدياد، بالإضافة إلى شائعات لا أساس لها من الفساد والعيوب الشخصية. أصبح دونستان ذو نفس قصير بشكل متزايد، وزاد التوتر بسبب وفاة زوجته الثانية. كانت استقالته من رئاسة الوزراء والسياسة في عام 1979 مفاجئة بعد انهياره بسبب اعتلال الصحة، لكنه عاش لمدة 20 عامًا أخرى، وبقى ناشطًا صريحًا في السياسة الاجتماعية التقدمية.
أُنشئت مؤسسة دون دونستان قبل وفاته بفترة وجيزة في عام 1999، لتكريم اسمه وللمساعدة في جمع البحوث وصانعي السياسات والمجموعات المجتمعية، بهدف تحسين تلبية الاحتياجات الاجتماعية في جنوب أستراليا.

## النشأة
ولد دونستان في 21 سبتمبر 1926 في سوفا، فيجي لفرانسيس فيفيان دونستان وإيدا ماي دونستان (ولدت بلقب هيل) (الآباء الأستراليين من أصل كورني). انتقل والداه إلى فيجي في عام 1916 بعد أن تولى والده منصب مدير شركة باخرة أديلايد. قضى السنوات السبع الأولى من حياته في فيجي، وبدأ دراسته هناك. كان دونستان يعاني من المرض، وأرسله والديه إلى جنوب أستراليا على أمل أن يساعد المناخ الأكثر جفافًا على شفائه. عاش في موراي بريدج لمدة ثلاث سنوات مع والديه قبل أن يعود إلى سوفا لفترة قصيرة خلال تعليمه الثانوي. خلال الفترة التي قضاها في فيجي، اختلط دونستان بسهولة مع المستوطنين الهنود والسكان الأصليين، وهو الأمر الذي كان مكروها من قبل البيض في الجزيرة.

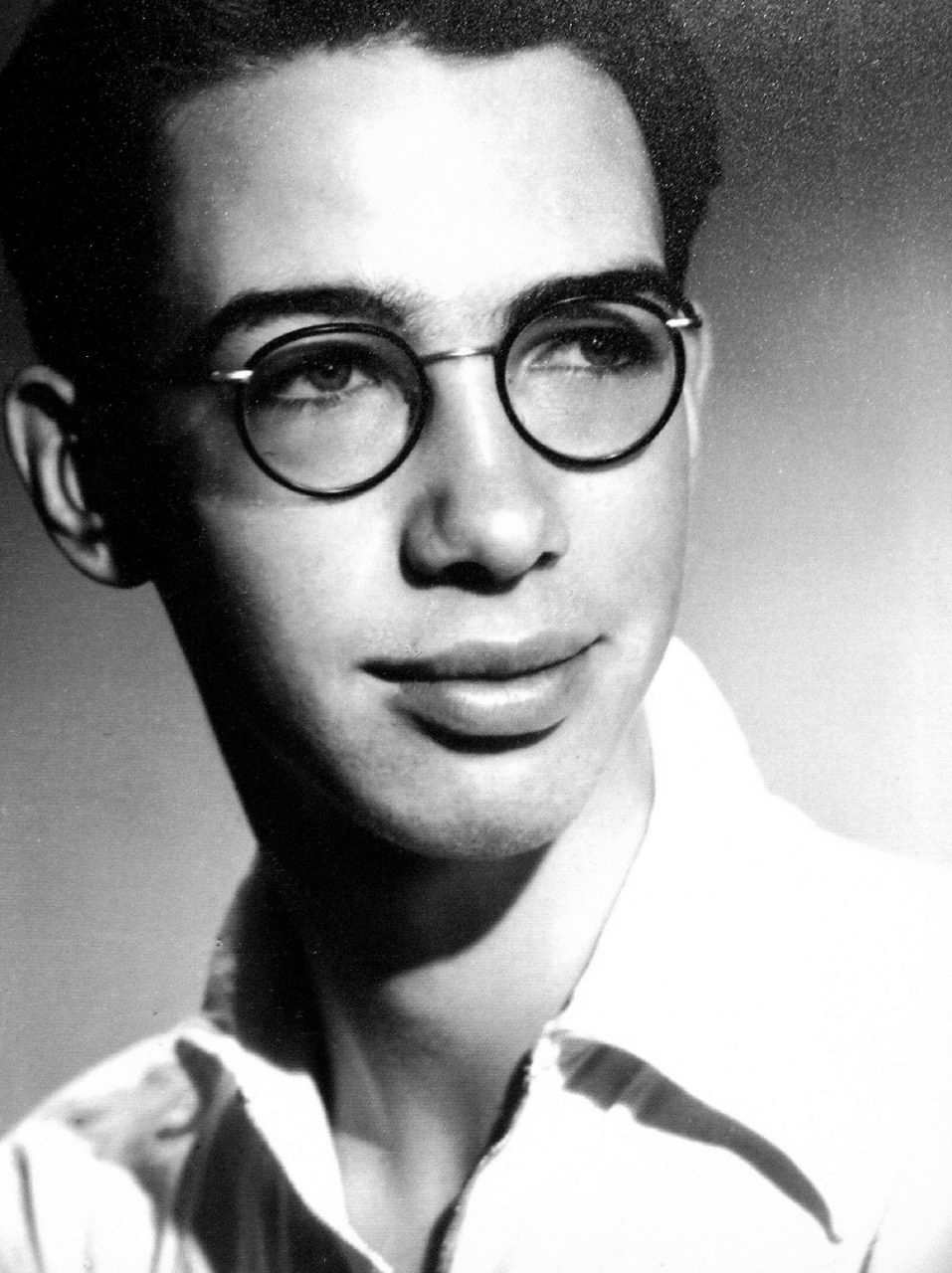
دونستان في سن مبكرة

حصل على منحة دراسية في الدراسات الكلاسيكية ودرس في كلية سانت بيتر، وهي مدرسة خاصة تقليدية لأبناء مؤسسة أديلايد. طور مهارات التحدث والخطابة، وفاز بجائزة الكلية للخطابة لمدة عامين متتاليين. في عام 1943، قيل إنه يلعب دور البطولة في إنتاج مسرحية ابراهام لنكولن للكاتب المسرحي جون درينكووتر، وفقا لمجلة المدرسة، قيل إنه «كان المساهم الرئيسي في نجاح هذه المناسبة.» كانت قوته الأكاديمية في التاريخ واللغات الكلاسيكية، وكان يكره الرياضيات. اكتسب سمعة باعتباره مشاغبا، وقال إن مديره دعا له «المتمرد» عدة مرات. خلال هذا الوقت، لم يسكن دونستان في المدرسة وعاش في ضاحية غلينيلغ الساحلية مع الأقارب. أتم دونستان دراسته الثانوية في عام 1943، ليحتل المرتبة الأولى بين الثلاثين في اختبارات شهادة الثانوية العامة على مستوى الولاية. في شبابه، متأثرًا بعمه، رئيس البلدية اللورد الليبرالي السابق لأديلايد جوناثان كاين، كان دونستان من مؤيدي التحالف الليبرالي الريفي المحافظ وسلم بطاقات إرشادية للتصويت للحزب في انتخابات الولاية. قال دونستان في وقت لاحق عن مشاركته مع الليبراليين: «أنا لا أسميها بتخويف لإفساد المؤسسة في أستراليا الجنوبية، أعترف أنني تربّيت عليها، وأعترف بأنّها منحتني الألم». عندما سئل عن جذوره، قال «أنا لاجئ منها وأشكر الرب على أن أكون صادقا في مكان ما لأهرب!»
حدث استيقاظه السياسي خلال سنوات دراسته الجامعية. درس القانون والفنون في جامعة أديلايد، وأصبح نشطًا جدًا في المنظمات السياسية، حيث انضم إلى النادي الاشتراكي الجامعي، وجمعية فابيان، ومجلس تمثيل الطلاب، ومجموعة المسرح. وأعقب فترة قضاها لمدة أسبوعين في الحزب الشيوعي الأسترالي عضوية في حزب العمال الأسترالي. كان دونستان مختلفا بشكل ملحوظ عن العضوية العامة في حزب العمال في ذلك الوقت؛ عند التقدم بطلب للحصول على عضوية في قاعة النقابات، يُفترض أن أحد قدامى حزب العمال قد تمتم «كيف يمكن أن يكون هذا الشخص ذو الشعر الطويل رجلًا عماليًا؟» كانت خصوصياته، مثل لهجته من الطبقة العليا، هدفا للسخرية من قبل الحرس العمالي من الطبقة العاملة طوال مشاركته السياسية المبكرة. قام دونستان بتمويل تعليمه من خلال العمل في المسرح والإذاعة خلال سنوات دراسته الجامعية. تخرج في نهاية المطاف بدرجة مزدوجة، مع تخصص في الآداب في اللغة اللاتينية، فقه اللغة المقارن، التاريخ والسياسة، وحصل على المرتبة الأولى في العلوم السياسية.
بعد تخرج دونستان، انتقل مع زوجته إلى فيجي حيث تم قبوله في نقابة المحامين وبدأ حياته المهنية كمحام. عادا إلى أديلايد في عام 1951 واستقروا في شارع جورج، نوروود، مع أخذ الطلاب من مناطق بعيدة كضيوف كمصدر للدخل الإضافي.

## البدايات السياسية
رشح دونستان نفسه كمرشح العمل لدائرة نوروود انتخابية في انتخابات 1953. وقد لوحظت حملته بسبب أساليبه الملونة لإقناع الناخبين: وُضعت ملصقات وجهه على كل قطب في المقاطعة، وسار أنصار حزب العمال في الشوارع يدافعون عن دونستان. استهدف بشكل خاص السكان المهاجرين الإيطاليين الكبار في المقاطعة، وقام بتوزيع نسخ مترجمة من بيان أدلى به روي موير، وهو نائب عن التحالف الليبرالي الريفي، حول المهاجرين. علق موير قائلاً: «هؤلاء المهاجرون لا أي فائدة لنا - عدد قليل منهم من التجار ولكن معظمهم ليس لديهم مهارات على الإطلاق. وعندما يتزاوجون سنحصل على كل ألوان قوس قزح». فاز دونستان بالمقعد وانتخب لعضوية مجلس جنوب أستراليا. ولد ابنه أندرو بعد تسعة أشهر من الفوز.

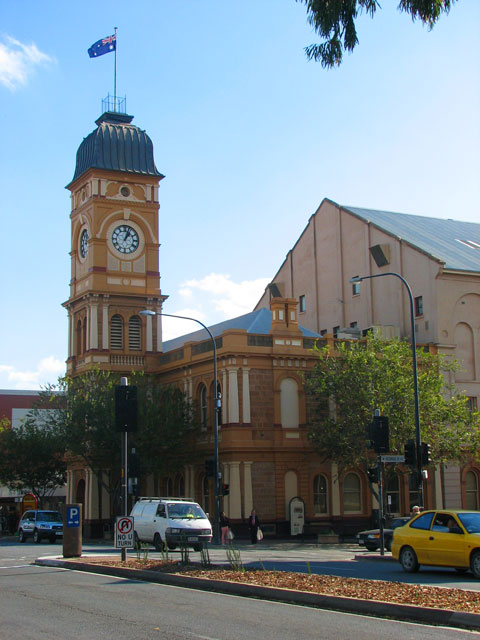
ارتبط دونستان بشدة بضاحية نوروود؛ يتم تضمين نصب تذكاري على شرفه في ممر المشاة خارج قاعة مدينة نوروود (في الصورة).

أصبح دونستان من أكثر المعارضين صراحةً لحكومة التحالف الليبرالي الريفي برئاسة توماس بلايفورد الرابع، منتقدًا بشدة ممارسة سوء الانتخاب، والمعروفة باسم بلايمندرية، وهي جناس على مصطلح جيريمانديرية. أعطى هذا النظام وزنًا انتخابيًا غير متناسب للقاعدة الريفية للتحالف الليبرالي الريفي، بأصوات بلغت عشرة أضعاف - في انتخابات عام 1968، حصل المقعد الريفي في فروم على 4,500 صوتًا رسميًا، بينما حصل المقعد الحضري لإنفيلد على 42,000 صوتًا رسميًا. وأضاف اللون والذوق إلى النقاش في سياسة أستراليا الجنوبية، وتغيير الطريقة «حسب النبالة» الحالية لإجراء الإجراءات البرلمانية. لم يكن يخشى المواجهة المباشرة مع الحكومة الحالية وهاجمها بقوة - حتى هذه المرحلة أصبح معظم زملائه في العمل محبطين بسبب البلايمندرية، واستسلموا للهيمنة المستمرة لبلايفورد والتحالف الليبرالي الريفي، لذلك تم السعي للتأثير على السياسة من خلال التشريعات التعاونية. في عام 1954، قدم التحالف الليبرالي الريفي مشروع قانون الحكومة الانتخابي، والذي تم تصميمه لزيادة التأكيد على الوزن غير المبرر للناخبين الريفيين. خلال النقاش، انتقد دونستان مشروع القانون هذا «غير الأخلاقي ... لا يمكنني فصله عن دوافع أولئك الذين طرحوه. لأنه غير أخلاقي، وكذلك هم أيضا». هذه اللغة، العدوانية بشكل غير عادي بالمعايير السائدة، أسفرت عن إقالة دانستان من المجالس البرلمانية بعد أن رفض طلبًا من رئيس البرلمان لسحب ملاحظته. كأول عضو برلماني يطرد منذ سنوات، وجد دونستان نفسه على الصفحات الأولى من الصحف لأول مرة. ومع ذلك، لم يكن قادرًا على بناء الكثير من الانطباع في سنواته القليلة الأولى حيث كان لدى «ذي أدفرتايزر»، وهي الصحيفة المهيمنة في المدينة سياسة تجاه تجاهل أنشطة السياسي الشاب - كان محررها لويد دوماس هو والد واحدة من أول صديقات دانستان.

## محاكمة ماكس ستيوارت

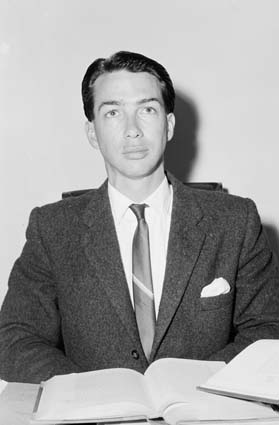
دونستان في عام 1963

في ديسمبر 1958، حدث حدث لم يكن له أي علاقة في البداية ببلايفورد، لكنه اشتد في النهاية إلى كارثة كانت تعتبر نقطة تحول في رئاسته للوزراء وشهدت نهاية حكمه. كان دونستان بارزًا في الضغط على بلايفورد خلال هذا الوقت.
تم العثور على فتاة صغيرة تعرضت للاغتصاب والقتل، وأدين ماكس ستيوارت، وهو من السكان الأصليين، وحُكم عليه بالإعدام. ادعى المحامي ستيوارت أن الاعتراف قد تم نزعه بالقوة، واستأنف القرار في كلا المحكمتين العليا والتي رفضتا ذلك. وسط الاعتراضات على عدالة المحاكمة بين عدد متزايد من الأكاديميين والقضاة القانونيين، لفتت الأنباء الكثير من الانتباه إلى محنة ستيوارت من خلال حملة عدوانية على غرار ما قامت به صحافة التابلويد.
عندما قرر بلايفورد والمجلس التنفيذي عدم إرجاء ستيوارت، تم توجيه نداء إلى مجلس الملكة الخاص لإيقاف تنفيذ حكم الإعدام. وحاول حزب العمال، برئاسة دونستان، تقديم تشريع لإيقاف الإعدام. وسط الاعتراض، بدأ بلايفورد لجنة ملكية لمراجعة القضية. ومع ذلك، شارك اثنان من المفوضين بالفعل في المحاكمة وشارك آخر في الاستئنافات. أثار هذا جدلاً في جميع أنحاء العالم مع ادعاءات التحيز وجهها دونستان والعمال، الذين هاجموا أيضًا بلايفورد لما اعتبروه نطاقًا مقيدًا للغاية للتحقيق.
بدأت الهيئة الملكية عملها وتم متابعة الإجراءات عن كثب وباهتمام شديد من قبل الجمهور. نظرًا لأن بلايفورد لم يخفف عقوبة ستيوارت، قدم دونستان مشروع قانون لإلغاء عقوبة الإعدام. تم تقسيم التصويت على أسس حزبية وبالتالي هُزِم، لكن دونستان انتهز الفرصة لمهاجمة بلايمندرية بتأثير كبير في وسائل الإعلام، وصوّر التشريع الفاشل باعتباره انتصارًا ظالمًا لأقلية بسبب سوء الإدارة وكان لها عقلية انتقامية على أغلبية مكبوتة من الناخبين. الذين يريدون نتيجة إنسانية.
وسط الضجة المستمرة، قرر بلايفورد منح الرأفة. خلصت اللجنة الملكية إلى أن الحكم بالذنب كان سليما. على الرغم من أن غالبية الذين تحدثوا ضد معالجة الأمر - بما في ذلك دونستان - اعتقدوا أن ستيوارت ربما كان مذنباً، أثارت الأحداث جدلاً حادًا في مجتمع جنوب أستراليا وزعزعت إدارة بلايفورد، بينما جلبت الكثير الدعاية إلى دونستان.
من عام 1959 فصاعدا، تمسكت حكومة التحالف الليبرالي الريفي بالسلطة بدعم من اثنين من المستقلين، حيث اكتسب حزب العمال زخما. دائما في الطليعة، انتقد دونستان الحكومة لضعف الإنفاق على الرعاية الاجتماعية والتعليم والصحة والفنون. روج دونستان لنفسه بشدة كمصلح.
في عام 1960، أصبح دونستان رئيسًا لحزب العمال في أستراليا الجنوبية. وشهد العام أيضا وفاة زعيم المعارضة ميك أو'هالوران واستبداله بفرانك والش. حاول دونستان الفوز بمنصب زعيم المعارضة، وفشل في ذلك وفشل كذلك بالفوز بمنصب نائب القائد. ومع ذلك، فإن التجمع الانتخابي لحزب العمال كان متشككا من عمره وقلة خبرته، وبأنه فشل في الحصول على أي منصب، وإن كان بشكل ضئيل.

## الحياة الخاصة
أثناء إقامته في نوروود والدراسة في الجامعة، التقى دونستان بزوجته الأولى، غريتل إلساسر، التي فرت أسرتها اليهودية من ألمانيا النازية إلى أستراليا. تزوجا في عام 1949، وانتقلت إلى فيجي. عادا إلى أديلايد في عام 1951 واستقرا في شارع جورج، نوروود، مع ابنتهما الصغيرة، برونوين. تم إجبار الأسرة على العيش في صعوبات لعدة سنوات بينما أسس دونستان ممارسته القانونية؛ مع أخذ الطلاب من مناطق بعيدة كضيوف كمصدر للدخل الإضافي. ولدت غريتل لاحقًا ولدين، أندرو وبولس.
في عام 1972، انفصل دونستان عن زوجته وانتقل إلى شقة صغيرة في كنت تاون، بجوار نوروود. تم بيع منزل العائلة لأن اثنين من الأطفال كانا يدرسان في الجامعة. في عام 1974 تم الطلاق. يشير دونستان إلى أن هذه الفترة كانت في البداية «وقتًا قاتمًا وحيدا» بالنسبة له. في غياب عائلته، قام بتكوين صداقات ومعارف جديدة. كان الأصدقاء الذين يعيشون في مكان قريب يأتون إلى شقته لإجراء محادثة وطعام جيد - كان الطبخ هواية دانستان. اشترى دونستان منزلاً آخر في عام 1974، تم تمويله جزئيًا من كتاب طبخ غير منشور آنذاك. في عام 1976، تم نشر كتاب دون دونستان للطهي - وهو أول كتاب طبخ أصدره زعيم أسترالي في المنصب. بشكل أعم، روجى دونستان لثورة في تناول الطعام الجيد في الولاية. وبتشجيع من حماس دونستان للتعددية الثقافية، افتتح أصحاب المطاعم الجديدة العديد من المطاعم وزاد تنوع المطبخ. كما شجع صناعة زراعة الكروم من خلال رعايته لمهرجانات النبيذ.
في عام 1973، تم تعيين أديل كوه، وهي صحفية ماليزية عاشت سابقًا في سنغافورة، للعمل عند دانستان. تم طردها من قبل الحكومة السنغافورية لرئيس الوزراء لي كوان يو بسبب انتقاد سياساتها. وأغلقت الحكومة الصحيفة التي كانت تعمل معها، وهي صحيفة سنغافورة هيرالد، ثم انتقلت إلى أستراليا. بدأ الاثنان علاقة في عام 1974، وتزوجا في عام 1976 في حفل صغير في منزل دونستان. كان عمر دونستان أكبر بكثير من أديل، التي كانت في الثلاثينيات من عمرها. تم تشخيص إصابتها بسرطان الرئة في مرحلة متقدمة في مايو 1978، وتوفيت في أكتوبر بعد أن اهتم دونستان بها بجانب سريرها لعدة أشهر. أثرت وفاتها عليه بشكل كبير وبدأت صحته تعاني.
على الرغم من أن دونستان لم يعلق علنًا على توجهه الجنسي، فقد قيل إنه «عاش كإنسان مزدوج التوجه الجنسي متحرر جنسيًا». في عام 1986، التقى بشريكه المستقبلي، ستيفن تشينغ، وهو طالب علوم متخرج، حبنها في العشرينات من عمره. افتتحا معًا مطعمًا يسمى «دونز تابل» في عام 1994 عاش مع تشينغ في منزلهم في نوروود لبقية حياته. قام تشينغ برعاية دونستان من سرطان الرئة حتى وفاته، وقام دونستان بتوريث منزله إلى تشينغ مدى الحياة.

## الموت
أصيب دونستان بالمرض في سنواته الأخيرة. تم تشخيص إصابته بسرطان الحنجرة في عام 1993 قبل إصابته بسرطان الرئة غير القابل للعلاج، مما أدى إلى وفاته في 6 فبراير 1999. أقيمت مراسم تذكارية عامة في 9 فبراير في مركز مهرجان أديلايد كإشادة بحب دونستان للفنون. وحضرها كل من رئيسي الوزراء العماليين السابقين غوف وايتلام وبوب هوك، زعيم المعارضة الفيدرالية كيم بيزلي، رئيس وزراء أستراليا الجنوبية جون أولسن، وزعيم المعارضة في الولاية مايك ران. تجمع آلاف آخرون خارج المركز في إلدر بارك على ضفاف نهر تورنز. تمت رفرفة أعلام الولاية بنصف الصاري وتم بث الخدمة التذكارية على الهواء مباشرة.